# Еликти
Еликти (каз. Елікті, до 2018 г. — Березняковка) — село в Зерендинском районе Акмолинской области Казахстана. Входит в состав Садового сельского округа. Код КАТО — 115671200.

## География
Село расположено на центре района, в 34 км на север от центра района села Зеренда, в 8 км на юго-запад от центра сельского округа села Садовое.

### Улицы[3]
- ул. Биринши,
- ул. Бирлик,
- ул. Жастар,
- ул. Мектеп,
- ул. Орман,
- ул. Ортак.

### Ближайшие населённые пункты
- село Заречное в 4 км на востоке,
- село Шагалалы в 5 км на юге,
- село Садовое в 8 км на северо-востоке.

## Население
В 1989 году население села составляло 924 человек (из них немцев 40%, русских 33%).
В 1999 году население села составляло 727 человек (361 мужчина и 366 женщин). По данным переписи 2009 года, в селе проживали 523 человека (264 мужчины и 259 женщин).
| Численность населения | Численность населения | Численность населения |
| 1989                  | 1999                  | 2009                  |
| --------------------- | --------------------- | --------------------- |
| 924                   | ↘727                  | ↘523                  |